# Rubiginosarosor
Rubiginosarosor (Rosa Rubiginosa-gruppen), en grupp rosor som alla har sitt ursprung i äppelrosen (R. rubiginosa). Den kan vara urvalformer eller hybrider. 

## Sorter
- 'Amy Robsart' - Rosa rubinigosa × en remontanros eller bourbonros, 1894
- 'Anne of Geierstein' - R. rubiginosa × en remontanros eller bourbonros, 1894
- BRADWARDINE
- 'Edith Bellenden'
- 'Flora McIvor'
- 'Fritz Nobis' - 'Johanna Hill' × 'Magnifica', 1940
- 'Goldbusch' - 'Golden Glow' × en okänd R. rubiginosa-hybrid, 1954
- 'Greenmantle'
- 'Janet's Pride' - troligen en naturlig hybrid mellan R. rubiginosa och en damascenerros, 1892
- 'Jeannie Deans'
- 'Josef Rothmund'
- 'Julia Mannering'
- 'La Belle Distinguée' - föräldrar okända, ålder okänd
- 'Lady Penzance' - R. rubiginosa × 'Bicolor', 1894
- 'Lord Penzance' - R. rubiginosa × 'Harison's Yellow', 1894
- 'Lucy Bertram'
- 'Magnifica' - Självbefruktad fröplanta av 'Lady Ashton', 1916
- 'Manning's Blush' - föräldrar okända, i kultur före 1797
- 'Meg Merrilies'
- 'Refulgence' - föräldrar okända, 1909
- 'Rosendorf Ufhoven'
- 'Rosenwunder'
- RUBI™